# Empresa solidaria sostenible

## Empresa Responsable Solidaria (ERS)
Define un tipo de empresa (o cultura empresarial) que cree que invertir es mejorar las personas, las sociedades y su calidad de vida, es la base de su desarrollo presente y futuro, porque genera beneficios, cuantitativos y cualitativos, mutuos.
Por ello, trabajan para satisfacer mejor los intereses no sólo de la propia empresa, sino de las personas y de la sociedad.
Está apoyada en los principios de solidaridad,responsabilidad,honestidad y credibilidad.
Estas empresas son conscientes de que hay que considerar los intereses de la sociedad, porque no es sólo una estrategia que va más allá del marketing clásico, es una cultura a implementar de forma sostenida y debe afrontar problemas de educación, económicos, conflictos sociales, la pobreza y la calidad de vida en general.

## Concepto de ROU
- Return On Us.
- Invertimos para que todos ganemos.
- Individuo, Sociedad, Empresa.

## Sinergia de solidaridad sostenible
Una empresa solidaria sostenible invierte en educar mejores personas y crear mejores condiciones sociales. Esto implica: sociedades más ricas y mejores consumidores. Estos eligen a las empresas que han invertido en ellos: beneficio para empresa solidaria sostenible.

## Se diferencia delmarketing socialo con causa
- No son acciones enmarcadas en una estrategia de marketing, es una cultura que se ha de implementar en las empresas.
- No es filantropía para generar empatía en los consumidores, va más allá.
- Crea mejores consumidores y entornos.
- Genera y aúna voluntades para un cambio solidario de forma sostenida y sostenible.

- Datos: Q5810945